# Пунтони (Витербо)
Пунтони је насеље у Италији у округу Витербо, региону Лацио.
Према процени из 2011. у насељу је живело 479 становника. Насеље се налази на надморској висини од 277 м.